# 田村元彦
田村 元彦（たむら もとひこ）は、日本の行政学者。専門は地方自治。
和歌山県生まれ。早稲田大学政治経済学部卒業後、同大学大学院政治学研究科で寄本勝美に師事。西南学院大学法学部国際関係法学科講師、同助教授を経て、現在西南学院大学法学部国際関係法学科准教授。

## 所属学会
- 日本地方自治学会、日本行政学会

## 著作

### 論文
- 「行為と弁明」「ジョン・カビラ、叫びの哲学-10の掟-」

## 講演・講義
- 「政治学から見るココロと身体」（2005年9月13日）
- 「デブの＜帝国＞―ダイエットと自己責任論」
- 「午後の文学」（2009年度前期大学講座）
- 「俺はデブ」